# Playa Blanca
Playa Blanca è una località turistica dell'isola di Lanzarote nell'arcipelago delle isole Canarie. Fa parte del municipio di Yaiza ed è situata nell'estremo sud dell'isola e ha 11 530 abitanti stabili impiegati in massima parte nell'attività turistica.
Situata nella zona più calda e riparata dell'isola è uno dei tre principali centri turistici dell'isola proprio in fronte all'isola di Fuerteventura e dispone di un piccolo porto da cui partono i traghetti del Corralejo.
È a soli 35 km dall'aeroporto di Lanzarote e dispone anche di una sua stazione di bus, chiamati guaguas.
Nelle sue vicinanze si trovano le belle spiagge del Papagayo molto apprezzate dai turisti.